# Verordnung des Bundesministers für Wirtschaft und Arbeit über Ausübungsregeln für das Piercen und Tätowieren durch Kosmetik(Schönheitspflege)-Gewerbetreibende
Die Verordnung des Bundesministers für Wirtschaft und Arbeit über Ausübungsregeln für das Piercen und Tätowieren durch Kosmetik (Schönheitspflege)-Gewerbetreibende vom 14. Februar 2003 ist eine Rechtsverordnung in Österreich. Sie enthält unter anderem Hygieneanforderungen an die Betriebsstätten von Tätowierern und Piercern. 
Die Geräte, Farben und Stoffe sind nach § 4 Abs. 2 ausschließlich bei Unternehmen zu beziehen, die zu deren Inverkehrbringen im Inland berechtigt sind.
Nach § 5 ist die schriftliche Einwilligung der gepiercten oder tätowierten Person einzuholen und die Aufklärung der Person ist schriftlich zu belegen. Eine Kurzbeschreibung der erbrachten Leistung und die Chargennummern der verwendeten Farben und Stoffe ist zu dokumentieren und über einen Zeitraum von zehn Jahren verfügbar zu halten. Eine Ablichtung der genannten Dokumente ist dem Kunden auszuhändigen. 
2008 wurde die Verordnung geändert und die Altersgrenzen näher bestimmt.
Tätowierungen sind ab 16 Jahren erlaubt, wenn die Erziehungsberechtigten zustimmen. Ein Piercing benötigt bei Personen unter 18 Jahren die Zustimmung der Eltern. Diese Einwilligungspflicht entfällt bei Minderjährigen zwischen 14 und 18 Jahren, wenn zu erwarten ist, dass die gepiercte Stelle innerhalb von 24 Tagen heilt. Das Piercen von Minderjährigen unter 14 Jahren ist verboten.